# Lokna dětství

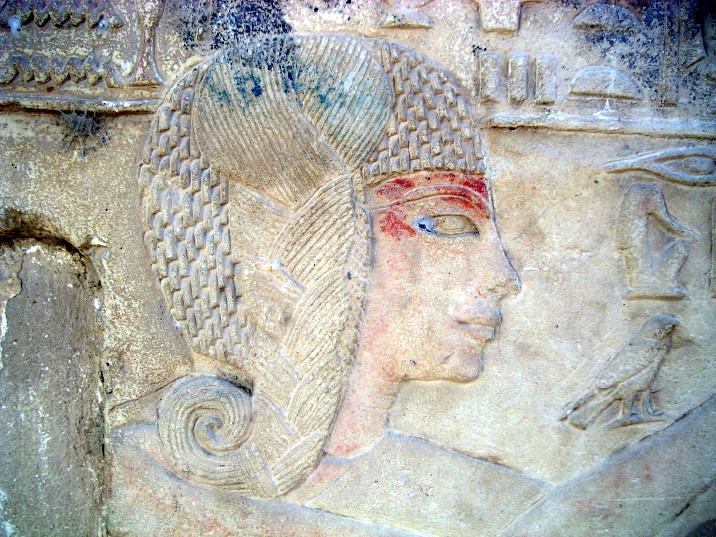
288x288bod

Lokny dětství (nebo také copy dětství) byly charakteristickým symbolem dítěte ve starověkém Egyptě. Symbolicky znamenají, že nositel je legitimním dědicem Usira. Lokny dětství byly božským atributem minimálně od Staré říše.
V dřívějších vyobrazeních je možné pozorovat lokny dětství s krátkými účesy, například v pohřebních kultech. Později byly obvykle připevněny k paruce dlouhé až k ramenům, která se nosila ve třech stylech: zvlněná, rovná nebo v kadeřích. Nosily ji prosté i božské děti.

## Formy
Ve skutečnosti se jednalo spíše o copánek s koncem zatočeným do spirály. V zobrazení Střední říše je konec rolován dopředu.
Obecně se nosily na pravé straně. V reliéfech mohou být zobrazeny i vlevo, aby byly vidět, když osoba hledí doleva.

## Mytologický význam
Lokny dětství nosily děti faraonů, nejen aby se ukázaly jako děti, ale také k označení jejich spojení s mladým Horem. Stejně jako ony, tak i mladý Horus nosil cop dětství jako dědic svého otce Usira.
V ikonografii byly královské děti zobrazeny nahé a cucající si prst, s hlavami holými s loknou dětství.
Počátkem Nové říše získaly lokny dětství ústřední význam jako zvláštní symbol princů a princezen 18. dynastie. Obzvláště pozoruhodné je spojení loken dětství s princeznami, které byly jako děti panujícího krále také považovány za dědice, a proto byly také vyobrazeny Horovým copem.

## Fotogalerie

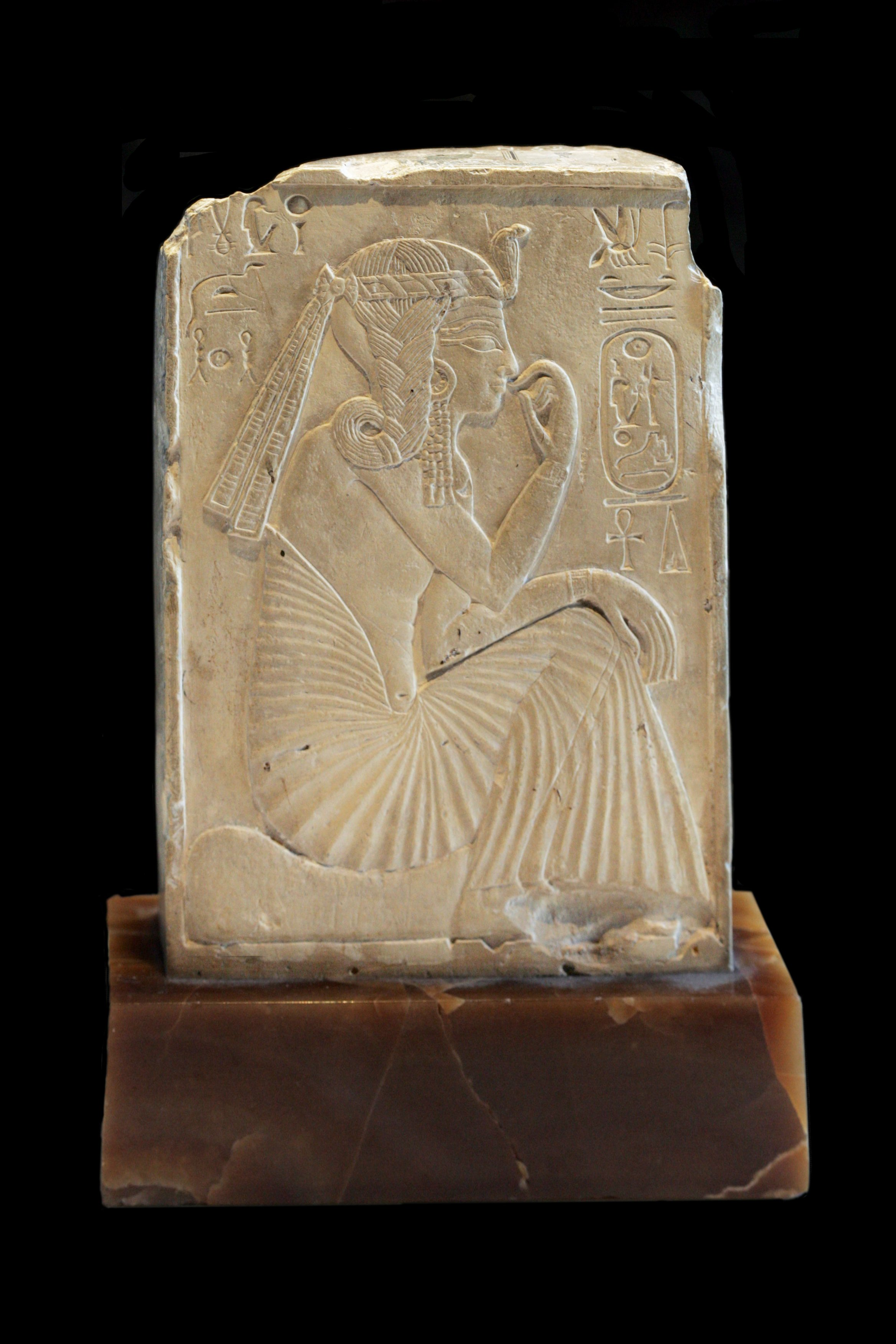
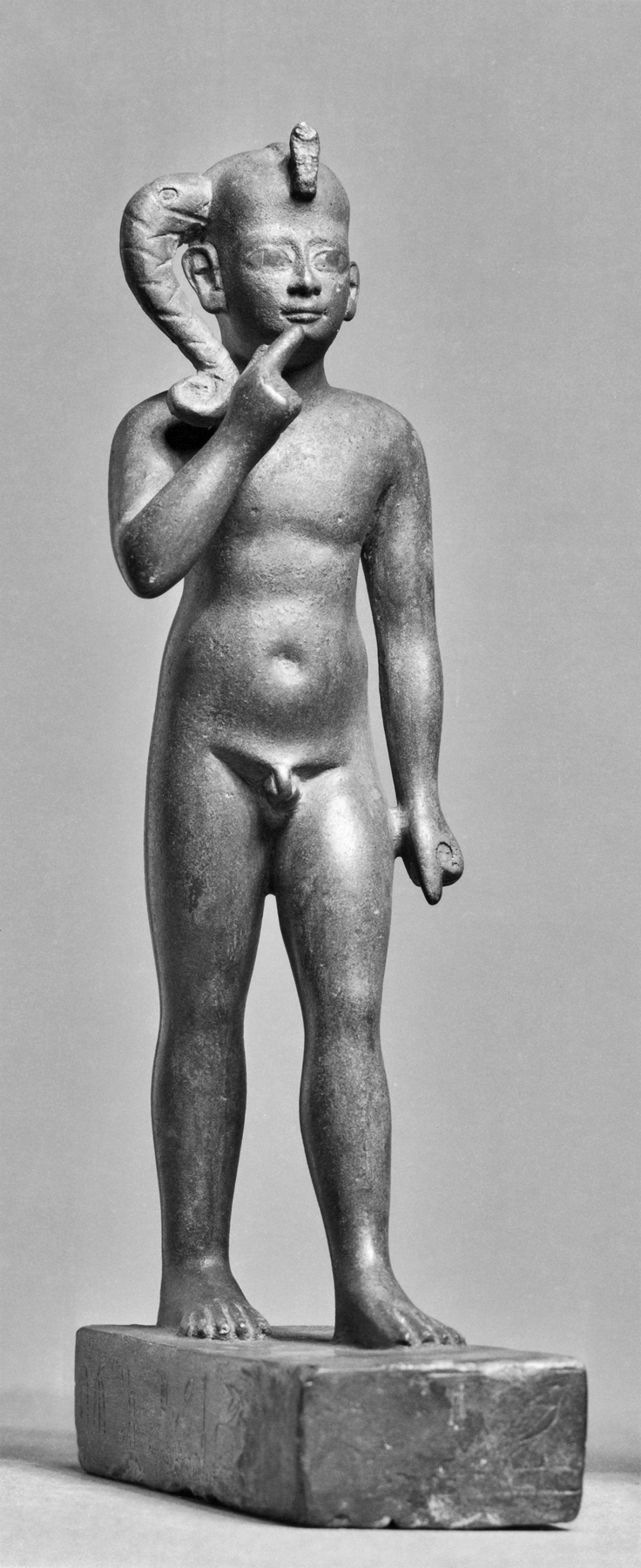
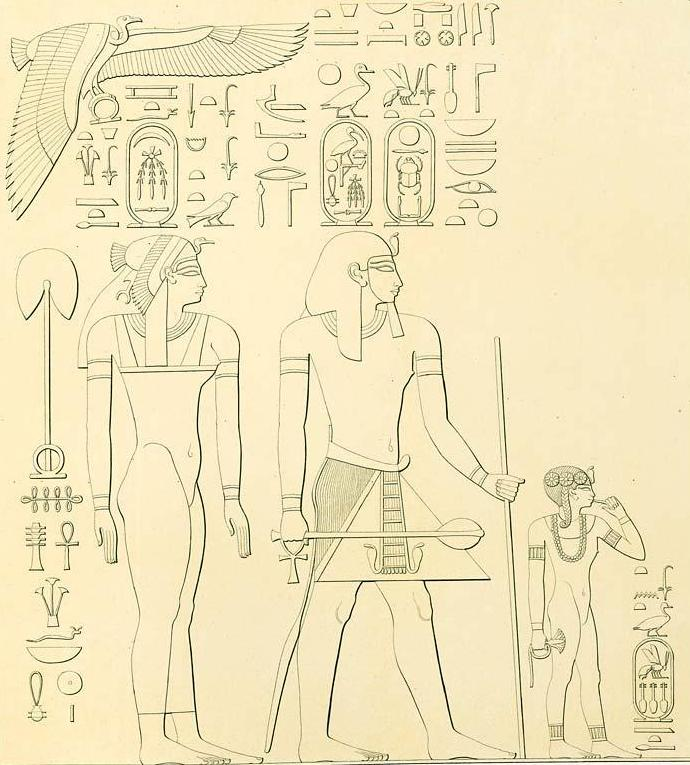
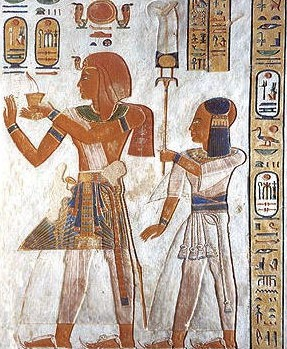
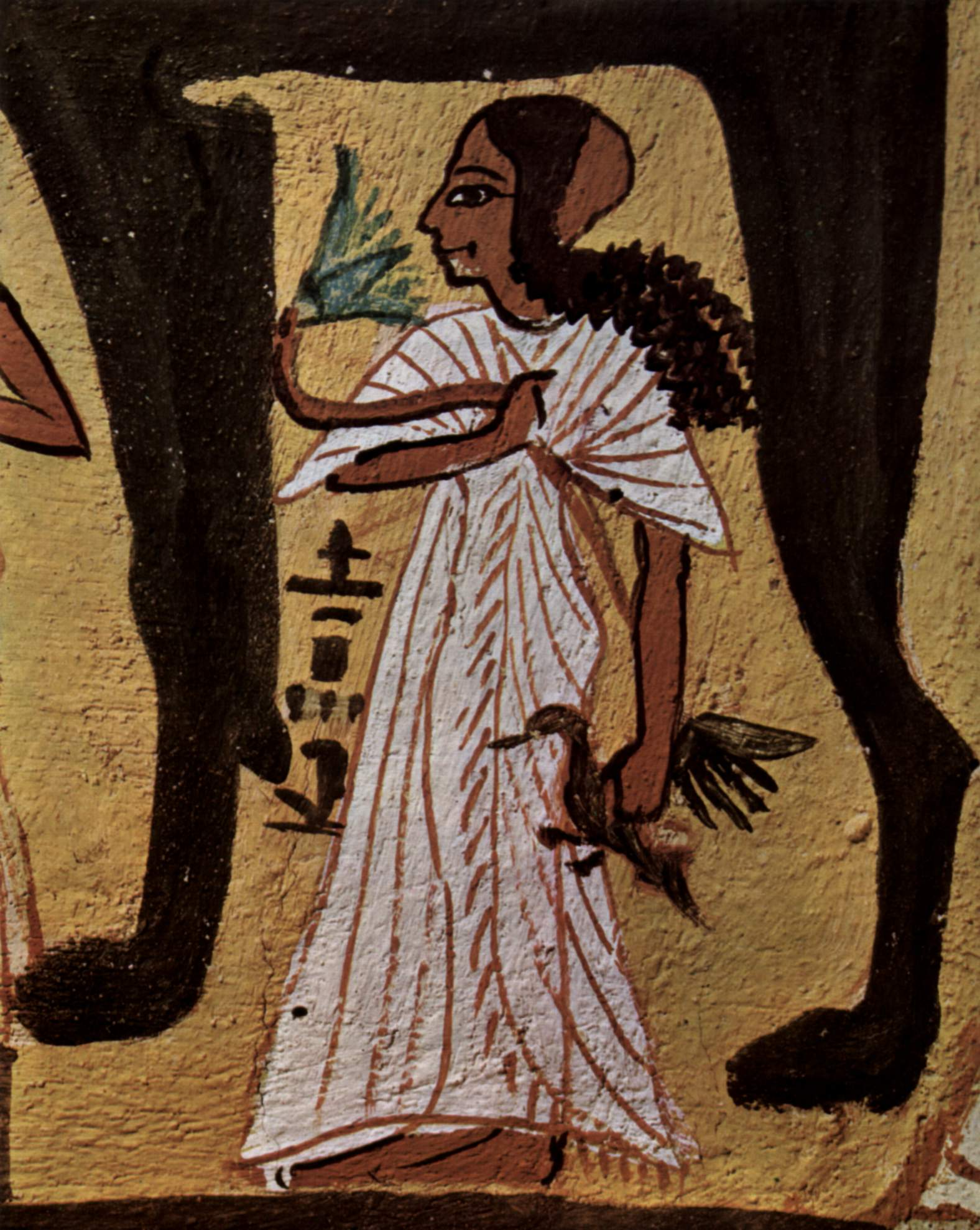